# 복수의 화신 닥터 파이브스
복수의 화신 닥터 파이브스(The Abominable Dr. Phibes)는 영국에서 제작된 로버트 푸스트 감독의 1971년 공포, 미스터리 영화이다. 빈센트 프라이스 등이 주연으로 출연하였고 로날드 두나스 등이 제작에 참여하였다.

## 출연

### 주연
- 빈센트 프라이스
- 조셉 거튼
- 테리-토머스

### 조연
- 휴 그리피스
- 피터 제프리
- 버지니아 노스
- 오브리 우즈

## 제작진
- 배역: 샐리 니콜